# سونگ سونگ هیون
سونگ سونگ هیون (کره‌ای: 송승현؛ زادهٔ ۲۱ اوت ۱۹۹۲)  خواننده و بازیگر اهل کره جنوبی است. او به عنوان عضو سابق اف تی آیلند شناخته می‌شود.